# New York State Route 9A
Pour les articles homonymes, voir Route 9A.
La New York State Route 9A (NY 9A) est une autoroute d'État située à proximité de la ville de New York aux États-Unis. Son terminus sud se trouve à Battery Place, près de l'extrémité nord du Brooklyn-Battery Tunnel à New York, où elle croise à la fois l'Interstate 478 (I-478) non signée et FDR Drive. Le terminus nord de NY 9A se trouve à U.S. Route 9 (US 9) à Peekskill. Il s'agit principalement d'une route alternative de l'US 9 entre New York et Peekskill ; toutefois, à New York, il s'agit d'une route importante en soi car elle longe la West Side Highway et la Henry Hudson Parkway. C'est également l'un des deux seuls itinéraires signalisés de l'État de New York à Manhattan (l'autre est NY 25). Dans le nord du comté de Westchester, NY 9A suit la Briarcliff-Peekskill Parkway.
Les origines de NY 9A remontent aux années 1920, lorsqu'une autre route, alors appelée NY 6, de Yonkers à Tarrytown, a été désignée comme NY 6A. NY 6 a été rebaptisé US 9 en 1927 ; cependant, NY 6A n'a pas été renuméroté en NY 9A avant la renumérotation des autoroutes de l'État de New York en 1930. NY 9A a été étendu au sud dans la ville de New York en 1934 et au nord à Ossining à la fin des années 1930. En 1933, la Briarcliff-Peekskill Parkway a été ouverte sous le nom de NY 404. L'ensemble de NY 404 a été incorporé dans une extension de NY 9A le 1er janvier 1949. La NY 9A a été prolongée vers le nord jusqu'à Peekskill en 1967, après l'achèvement de l'autoroute de Croton, et vers le sud jusqu'au tunnel de Brooklyn-Battery au milieu des années 1990.